# Salvatore Cara
Salvatore Cara (Cagliari, 5 giugno 1902 – 12 luglio 1988) è stato un politico italiano.

## Biografia
Fu deputato alla Camera nella I legislatura per la Democrazia Cristiana, eletto nel collegio di Cagliari.